# Ten in the swear jar
Ten in the Swear Jar, TITSJ lub XITSJ to zespół rockowy z Kalifornii, zaliczany do nurtu muzyki eksperymentalnej. Utworzyli go w 1999 roku muzycy występujący wcześniej w zespole IBOPA ("Indestructible Beat of Palo Alto") – Jamie Stewart i Cory McCulloch. Po rozpadzie zespół zmienił nazwę na Xiu-Xiu. Część piosenek TITSJ zyskała nowe aranżacje i weszła w skład repertuaru Xiu-Xiu.
Muzyka wykonywana przez zespół TITSJ była płynna i melodyjna. Muzycy chętnie eksperymentowali z instrumentami na ogół nie kojarzonymi z muzyką rokową – jak akordeon, saksofon czy mandolina.
Zespół uważany jest za etap rozwoju muzycznego głównego wokalisty Xiu-Xiu – Jamiego Stewarta. Sam Jamie ma opinię skandalisty, zasłynął m.in. z bulwersującego zachowania na koncercie w Los Angeles, kiedy to doszło do publicznego seksu oralnego między nim a pewną drag queen.
Wszystkie nagrania zespołu zostały zrealizowane przez Asian Man Records i Accordion Solo!.

## Członkowie zespołu[3]
- Don Dias – gitara, syntezatory, bas
- Tim Kirby – bębny, perkusja
- Cory McCulloch – gitara, bas, mandolina, elektronika
- Jamie Stewart – bas, gitara,
- Kurt Stumbaugh – saksofon, bas, głos

## Dyskografia
- niezrealizowany – Eat Death Orphans!
- 2000 – Inside the Computer Are All of My Feelings
- 1999 – My Very Private Map